# Poco Likang
Poco Likang är ett berg i Indonesien.   Det ligger i provinsen Nusa Tenggara Timur, i den centrala delen av landet, 1 500 km öster om huvudstaden Jakarta. Toppen på Poco Likang är 2 109 meter över havet. Poco Likang ingår i Pegunungan Ruteng.
Terrängen runt Poco Likang är kuperad åt nordväst, men åt sydost är den bergig.Runt Poco Likang är det mycket tätbefolkat, med 1 018 invånare per kvadratkilometer. Närmaste större samhälle är Ruteng, 6,2 km nordost om Poco Likang. I omgivningarna runt Poco Likang växer i huvudsak städsegrön lövskog.